# Hochschule Magdeburg-Stendal
Die Hochschule Magdeburg-Stendal ist eine Hochschule für Angewandte Wissenschaften in Sachsen-Anhalt. Entsprechend der Namensgebung verfügt sie über Standorte in Magdeburg und Stendal, wobei der Hauptverwaltungssitz in Magdeburg ansässig ist. Die Campus liegen etwa 55 Kilometer voneinander entfernt.
Gegliedert ist die Hochschule in fünf Fachbereiche mit etwa 50 Studiengängen. Zum Wintersemester 2021/2022 waren insgesamt circa 5.500 Studierende immatrikuliert.
Seit dem Jahr 2021 verfügt die Hochschule Magdeburg-Stendal über das Promotionsrecht.
Die Forschungsschwerpunkte der Hochschule liegen insbesondere in den Ingenieurwissenschaften, der Wasser- und Kreislaufwirtschaft sowie der Frühen Bildung.

## Vorgeschichte
Die Hochschule Magdeburg-Stendal führt die Traditionslinien mehrerer Ausbildungsstätten weiter. In Folge der Wende und friedlichen Revolution in der DDR 1989 wurde eine Umgestaltung der Hochschullandschaft auch in Magdeburg umgesetzt. Dazu entwickelte der Wissenschaftsrat die Empfehlungen zur Errichtung von Fachhochschulen in den neuen Ländern. Von einer lokalen Initiativgruppe unterstützt, legten vier Magdeburger Ingenieurschulen Pläne für den Aufbau einer Fachhochschulausbildung in den bisher von ihnen angebotenen Fachrichtungen bzw. zur Umwandlung in eine gemeinsam getragene „Fachhochschule Magdeburg“ vor. Der Wissenschaftsrat empfahl, die Fachhochschule unter Nutzung der Vorarbeiten und Ressourcen der vier Ingenieurschulen im Wege einer Neugründung aufzubauen.
1793 war in Magdeburg eine Kunstschule für eine zeichnerische Ausbildung von Baufachleuten gegründet worden. Diese wurde 1800 in Magdeburgische Provinzial-, Kunst- und Bauhandwerkerschule umbenannt. Daraus wurde später die Ingenieurschule für Bauwesen Magdeburg. Spätestens ab den 1980er Jahren hieß sie Ingenieurschule für Bauwesen und Ingenieurpädagogik.
1891 war in der Stadt eine Werkmeisterschule gegründet worden, die 1958 Ingenieurschule für Schwermaschinenbau hieß und später zur Ingenieurschule für Maschinenbau und Elektrotechnik Magdeburg wurde.
Am 1. Oktober 1951 wurde in Magdeburg die Betriebsfachschule des VEB Fahlberg-List gegründet. 1953 erhielt sie den Namen Ingenieurschule für Chemie „Justus von Liebig“. In Folge der Wende 1989 stellte der Betrieb Fahlberg-List seine Produktion ein und schloss die angegliederte Ingenieurschule; die Gebäude wurden ab 1996 von den Berufsbildenden Schulen IV „Dr. Otto Schlein“ genutzt.
1896 war im thüringischen Schleusingen eine Wiesenbauschule eröffnet worden. Deren Nachfolgerin wurde 1956 nach Magdeburg verlagert und am 1. September 1956 als Ingenieurschule für Wasserwirtschaft Magdeburg im neu errichteten Gebäude Domplatz 6 feierlich eröffnet. In Folge der Wende 1989 wurde die Ingenieurschule geschlossen. Die Tradition wird jedoch im Fachbereich Wasser-  und  Kreislaufwirtschaft der Hochschule Magdeburg-Stendal fortgeführt.

## Geschichte
Die Gründung der Hochschule wurde am 2. Juli 1991 durch das sachsen-anhaltische Kabinett beschlossen und am 4. Mai 1992 vollzogen. Die Institution firmierte anfangs unter dem Namen „Fachhochschule Magdeburg“. Im Wintersemester 1991/92 wurden die ersten Studierenden im Fachbereich Sozialwesen immatrikuliert. Der Studienbetrieb fand zunächst in der Maxim-Gorki-Straße in Stadtfeld-Ost statt. 1992 wurde der Lehrbetrieb am Standort Stendal aufgenommen. 1999/2000 zog die Hochschule in Magdeburg auf ihren Campus zwischen Elbauenpark und dem Herrenkrug.
Am 19. Juli 2000 wurden die Fachhochschule Magdeburg und die Fachhochschule Altmark (i. G.) auf Empfehlung des Wissenschaftsrates zusammengelegt und die so entstandene gemeinsame Einrichtung als Hochschule Magdeburg-Stendal benannt. Im darauf folgenden Jahr wurde in Stendal der Campus in der Osterburger Straße eingeweiht und 2010 eine neue Mensa eröffnet. Im Jahr 2021 feierte die Hochschule ihr 30-jähriges Bestehen. Im selben Jahr bekam die Hochschule vom Land Sachsen-Anhalt das Promotionsrecht für das Promotionszentrum „Umwelt und Technik“ sowie für das hochschulübergreifende Promotionszentrum „Sozial-, Gesundheits- und Wirtschaftswissenschaften“ im Verbund mit den Hochschulen Anhalt, Harz und Merseburg verliehen. 2021 waren etwa 5500 Studierende eingeschrieben, davon 1800 am Standort Stendal und 3700 in Magdeburg.
Seit dem Jahr 2005 leitet die Hochschule ein Projekt zur Außenwissenschaftspolitik Deutschlands: den Aufbau und die Entwicklung der German-Jordanian University (GJU) in Amman. Die German Jordanian University wird innerhalb des Projekts „Transnationale Bildung – binationale Hochschulen“ (TNB) vom Deutschen Akademischen Austauschdienst (DAAD) unterstützt. Diese Förderung erfolgt aus Mitteln des Bundesministeriums für Bildung und Forschung. Das GJU-Projektbüro an der Hochschule Magdeburg-Stendal koordiniert und steuert die Verwendung der Fördergelder. Des Weiteren ist die Hochschule am Aufbau des Netzwerkes von Partnerhochschulen beteiligt, die Studierende der GJU während ihres Deutschlandjahres aufnehmen.

## Fachbereiche und Studienangebote

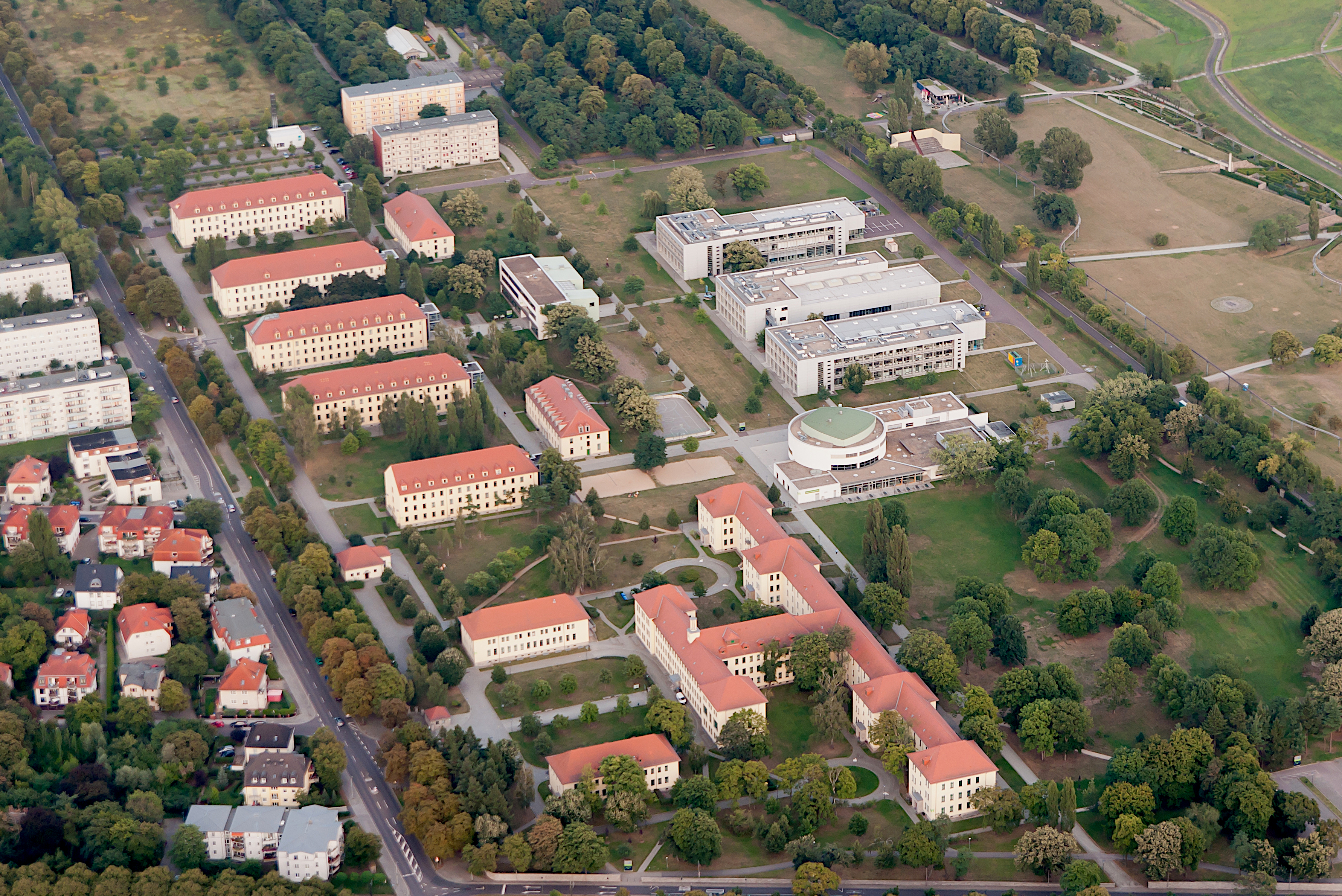
Luftbild des Campus in Magdeburg

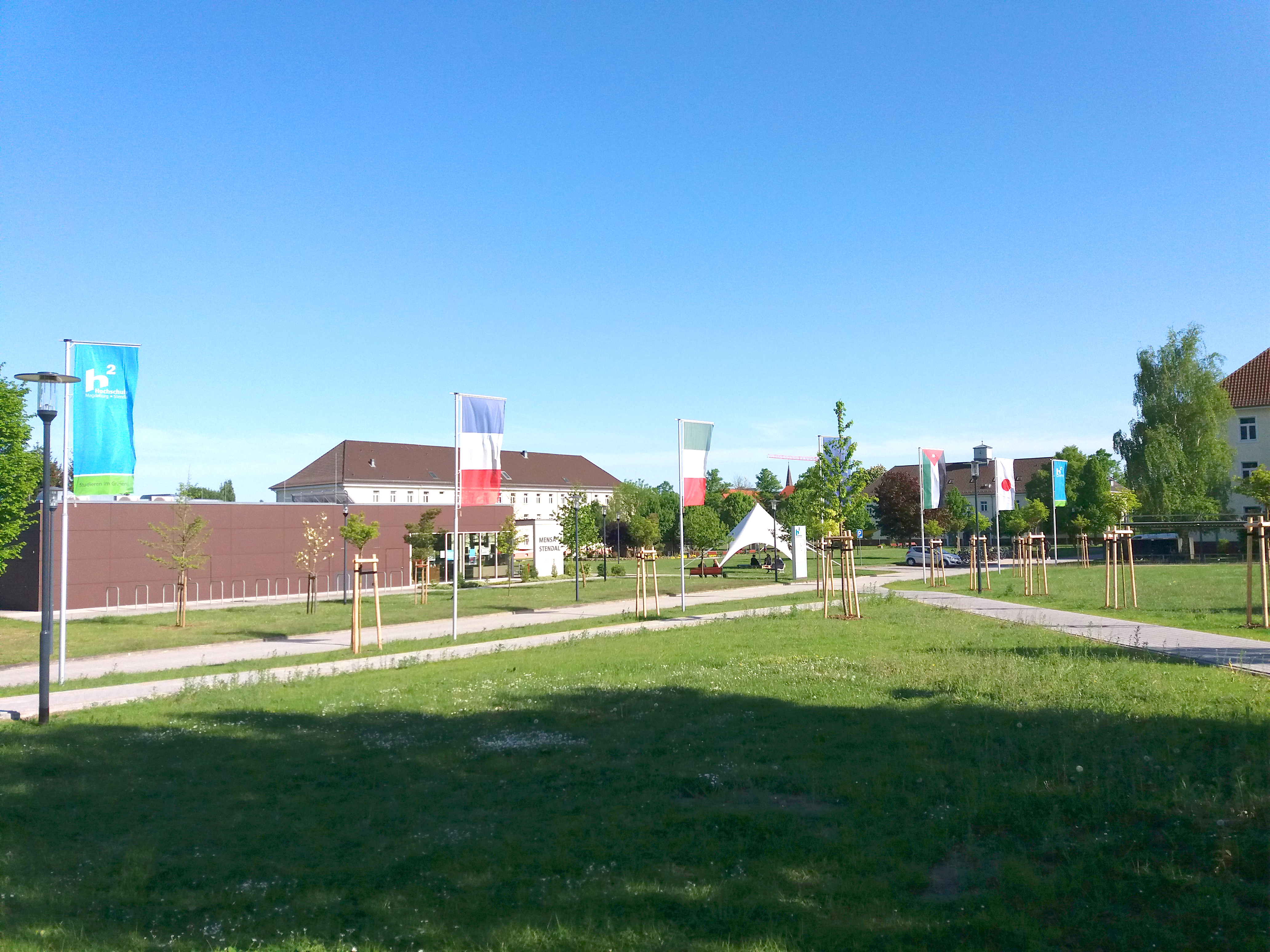
Teil des Campus in Stendal

Am Standort Magdeburg befinden sich die Fachbereiche:
- Wasser, Umwelt, Bau und Sicherheit
- Ingenieurwissenschaften/Industriedesign sowie
- Soziale Arbeit, Gesundheit und Medien.

Folgende Bachelor-Studiengänge werden angeboten: Bauingenieurwesen, Elektrotechnik, Gebärdensprachdolmetschen, Gesundheitsförderung und -management, Industrial Design, Journalismus, Language and Communication in Organizations, Maschinenbau, Mechatronische Systemtechnik, Mensch-Technik-Interaktion, Recycling und Entsorgungsmanagement, Sicherheit und Gefahrenabwehr, Soziale Arbeit, Wasserwirtschaft und Wirtschaftsingenieurwesen. Im Verbund mit fünf Hochschulen Sachsen-Anhalts entstand der Studiengang AI Engineering, dessen Vertiefungsrichtung Biomechanik und Smart Health Technologies durch die Hochschule Magdeburg-Stendal angeboten wird. 
Angebotene Master-Studiengänge sind: Bauingenieurwesen, Energieeffizientes Bauen und Sanieren, Engineering Design, Gesundheitsfördernde Organisationsentwicklung, Ingenieurökologie, Interaction Design, Interdisziplinäre Ingenieurwissenschaften, Journalismus, Sicherheit und Gefahrenabwehr, Soziale Arbeit sowie Wasserwirtschaft.
Außerdem werden die beiden international ausgerichteten und englischsprachigen Studiengänge Sustainable Resources, Engineering and Management (StREaM) im Bachelor und Water Engineering im Master angeboten.
Am Standort Stendal befinden sich die Fachbereiche:
- Wirtschaft sowie
- Angewandte Humanwissenschaften.[21]

Das Studienangebot der Bachelor-Studiengänge umfasst: Angewandte Kindheitswissenschaften, Kindheitspädagogik–Leitung von Kindertageseinrichtungen, Nachhaltige BWL–Digital Business/Personalmanagement/Wirtschaftspsychologie sowie Psychologie mit dem Schwerpunkt Rehabilitation.
Des Weiteren werden die Master-Studiengänge: Kindheitswissenschaften und Kinderrechte, Rehabilitationspsychologie sowie Risikomanagement–Management von unternehmerischen Risiken angeboten.
An beiden Standorten können einige Studiengänge auch als Duales Studium oder auch berufsbegleitend studiert werden.